# Kaspijska flotilja
Kaspijska flotilja (rusko Каспийская флотилия, Kaspijskaja flotilja) je flotilja Ruske vojne mornarice v Kaspijskem morju. Je najstarejša flotilja Ruske vojne mornarice.

## Zgodovina
Ustanovljena je bila novembra 1722 v Astrahanu na podlagi ukaza Petra Velikega. Pod vodstvom admirala Fjodora Matvejeviča Apraksina je sodelovala v pohodu Petra Velikega v Perzijo v letih 1722–1723 ter v rusko-perzijski vojni (1804–1813). Med letoma 1767 in 1991 je bil njeno glavno pomorsko oporišče Baku.
Med drugo svetovno vojno je enota varovala pomorski vojaški transport, zlasti med Bitko za Stalingrad. Po Kaspijskem morju je Sovjetska zveza prejela del pomoči zaveznikov. V 1980-ih in 1990-ih letih je Kaspijska flotilja sodelovala pri preizkušanju ekranoplana Lunj.
Po letu 1991 izgubi enota del plovil na račun Kazahstanske vojne mornarice. V letih 2003 in 2015 pridejo v Kaspijsko flotiljo nova plovila, kot sta dve fregati razreda Gepard in šest korvet razreda Bujan. Danes enota velja za najmanjšo, a najsodobnejšo floto Ruske vojne mornarice.
Leta 2015 so se vojne ladje Kaspijske flotilje udeležile ruskega posredovanja v sirski državljanski vojni z izstrelitvijo raket 3M-54 Kalibr. Po prekopu Volga–Don so bile nekatere korvete tudi poslane na patruljiranje v Sredozemsko morje v okviru 5. operativne eskadre Ruske vojne mornarice ali okrepile Črnomorsko floto v času napetosti z Ukrajino novembra 2018 in aprila 2021.
Od 15. marca 2021 je poveljnik Kaspijske flotilje kontraadmiral Aleksandr Igorjevič Peškov.
Med Rusko invazijo na Ukrajino je 6. novembra 2024 Ukrajina z droni napadla pristanišče v Dagestanu, kjer je bilo privezanih osem ladij kaspijske flote. Ukrajinska vojaška obveščevalna služba je poročala, da sta bili poškodovani fregati Tatarstan in Dagestan, potencialno pa tudi več korvet razreda Bujan v bližini. Lokalne oblasti so trdile, da so sestrelile en dron, satelitski posnetki pa so pokazali več zadetkov pristaniške infrastrukture.

## Sestava
Ladje:
- 106. brigada ladij (Mahačkala):
  - Fregata razreda Gepard:
    - Tatarstan (domnevno poškodovana)[5][4]
    - Dagestan (domnevno poškodovana)[5][6][4]

  - Korveta razreda Bujan:
    - Grad Svijažsk (aktivna)[7]
    - Uglič (aktivna)[8]
    - Veliki Ustjug (aktivna)[9][10]
- 73. brigada ladij (Astrahan):
  - Korveta razreda Bujan:
    - Astrahan (aktivna)[11]
    - Volgodonsk (aktivna)[12]
    - Mahačkala (aktivna)[13]